# 17257 Strazzulla
17257 Strazzulla (2000 HM25) là một tiểu hành tinh vành đai chính.